# Frost

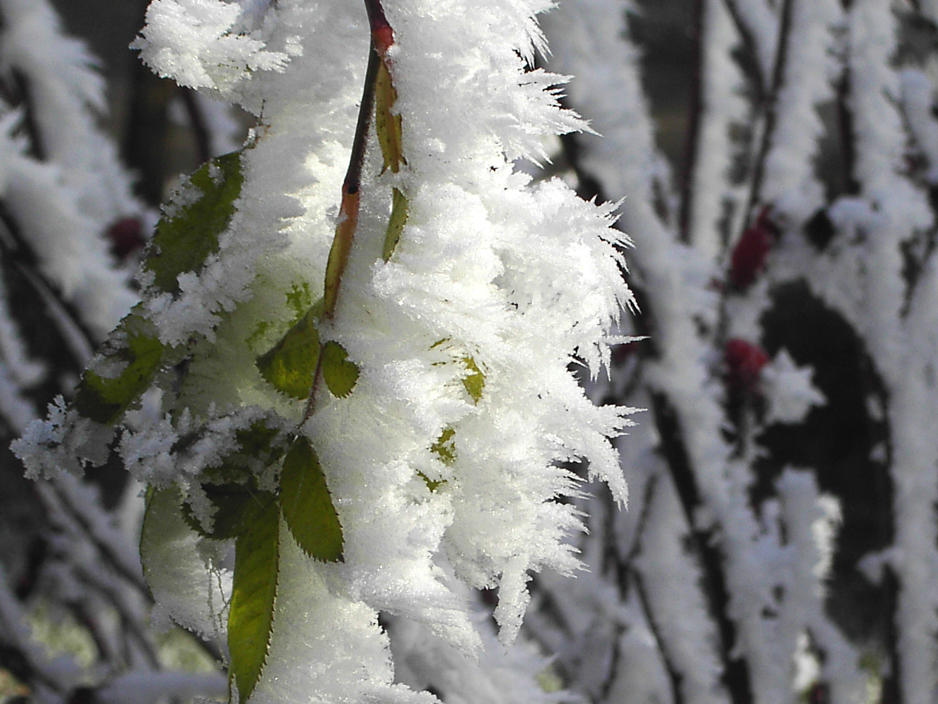
Frost på en kvist.

Frost är iskristaller som bildats av frusen luftfuktighet på kalla ytor som konkreta föremål. Rimfrost bildar snöflingeliknande mönster på plana ytor. Tjäle bildas av att kapillärt bundet vatten fryser och binder samman partiklarna i jorden så den blir hård. Markfrost är den frost som bildas på markytan när denna har en temperatur under noll grader och temperaturen i luften är över noll grader.
Frost bildas vanligen vid högtryck, då vädret är klart eller nästan klart. Om det dessutom är vindstilla så bildas frost ännu oftare. Högt belägna områden är mer utsatta för frost än lägre belägna områden. Öppningar i landskapet i vindskyddade lägen, såsom gläntor och åkrar är ofta känsliga för frost, eftersom vinden där inte har så stor möjlighet att röra om i de lägsta luftskikten. När luftlagren inte blandas om, stannar den kallare och därmed tyngre luften kvar närmast marken. I skogar är markytan inte lika utsatt för frost, eftersom den skyddas av träden.
På de mest frostkänsliga platserna kan frost eller markfrost ibland uppkomma även mitt i sommaren, under den period som växtligheten är som mest aktiv. Frost under odlingssäsongen kan skada grödorna och frost som inverkan på odlingsmarken har därför stor betydelse för jordbruket.
I Sverige är Norrland och nordvästra Svealand de områden som är mest utsatta för frost. Sydsvenska höglandet, Kolmården och det inre av Gotland är andra områden som är relativt frostutsatta. Minst utsatta för frost är syd- och västkusten och områdena omkring de största sjöarna, som Vänern, Vättern och Mälaren.

## Bildgalleri

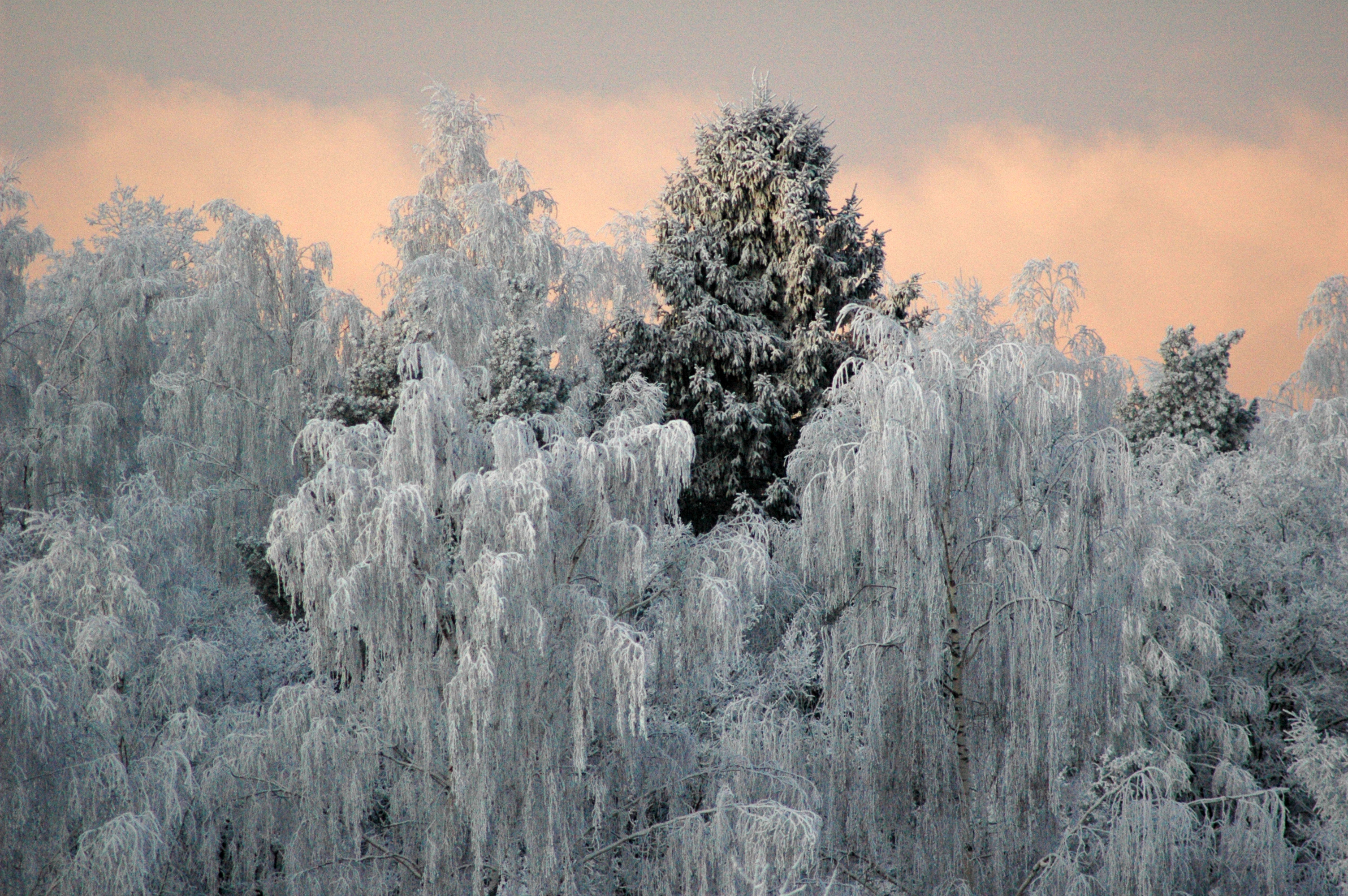
Frost på träd.
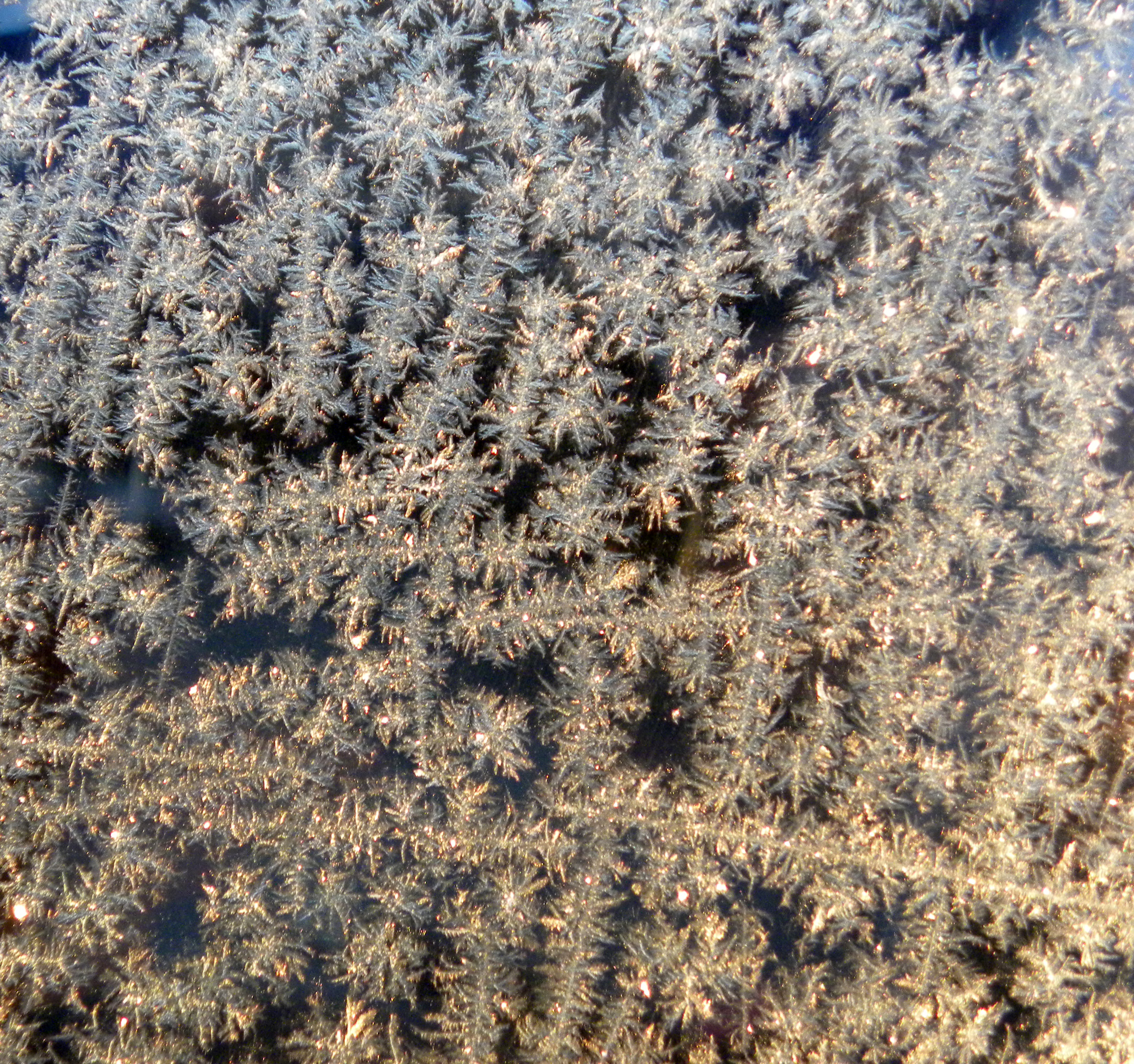
Frost på fönster.
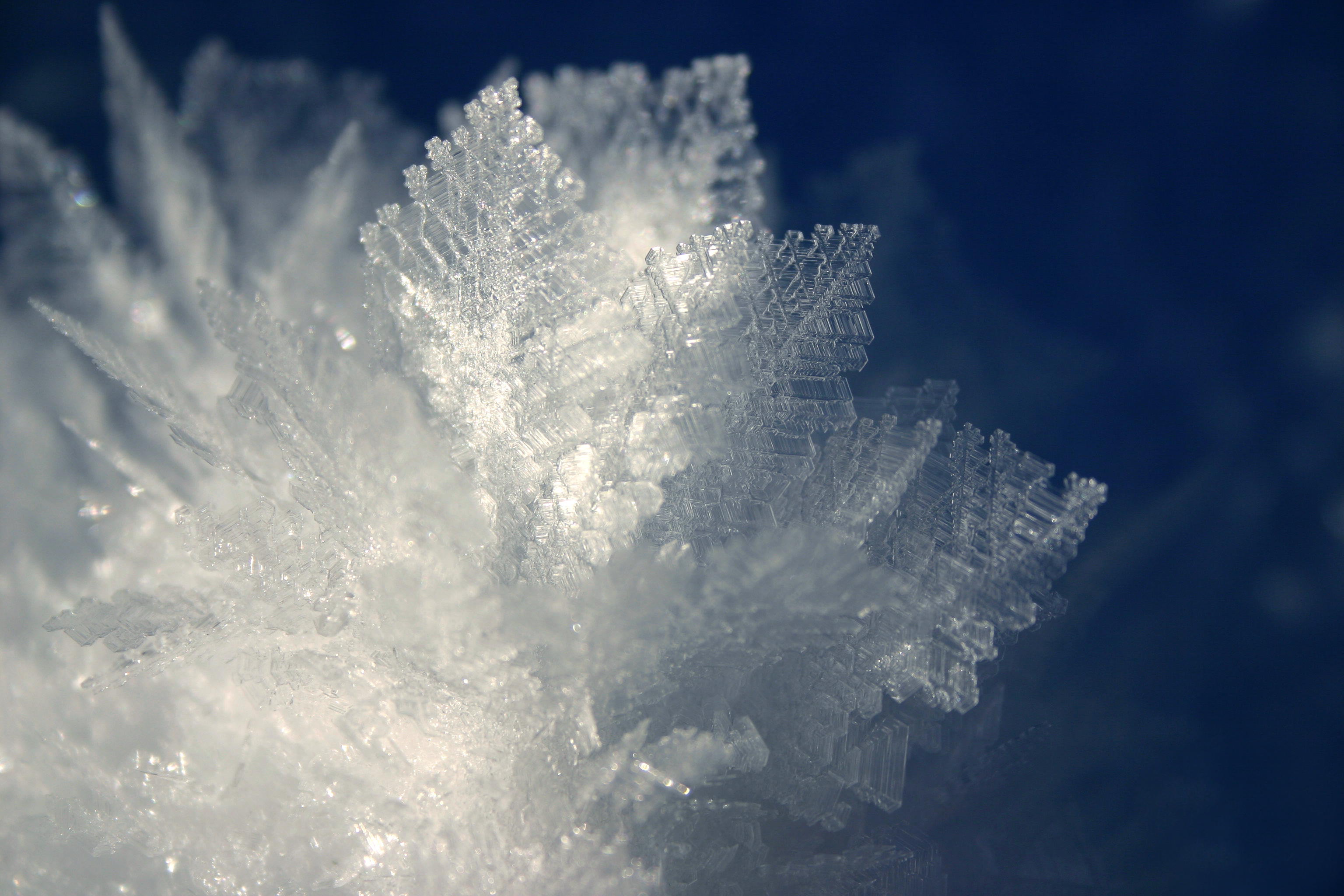
Närbild på frost.
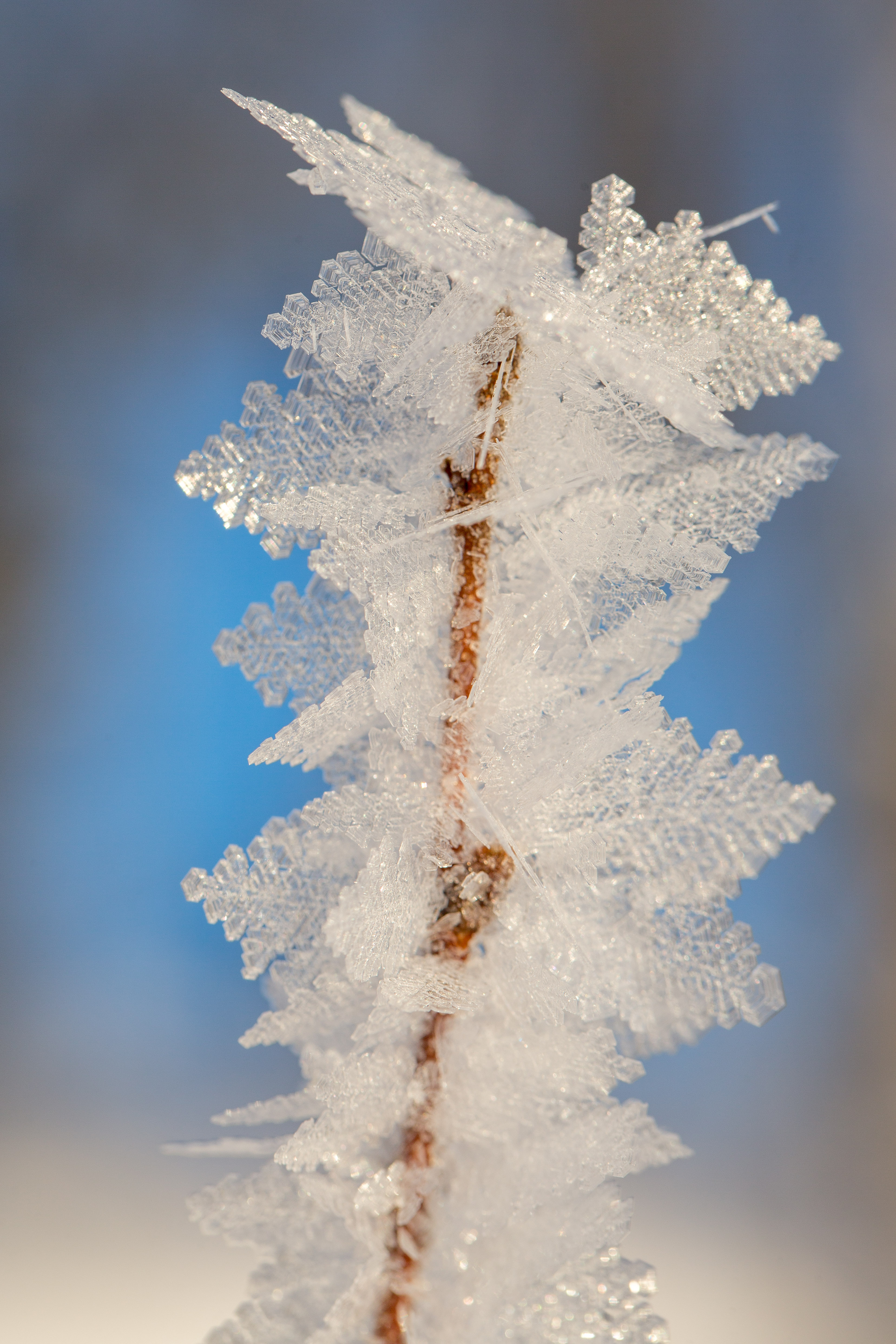
Frost på kvist.